# Курительный фетишизм
Курительный фетишизм (также известный как капнолангия) — сексуальный фетиш, возбуждающим фактором в котором является курение объектом желания табачных изделий, чаще всего сигарет.
Согласно исследованиям, проведённым в 2003 году, курительный фетишизм никогда ранее не являлся предметом научных исследований, но это явление упоминалось в нескольких газетах.

## Причины
Как и любой другой сексуальный фетиш, курительный фетиш формируется в раннем детстве и в подростковом возрасте. Вероятнее всего, формирующим механизмом курительного фетиша является сексуализация процесса курения. Среди причин, запускающих этот механизм, могут быть следующие факторы:
- взаимодействие с привлекательным курящим человеком в раннем детстве;
- влияние СМИ и массовой культуры, до начала 2000-х годов традиционно сексуализирующих курение (фильмы, в том числе эпохи нуар, реклама, модные показы, музыкальные клипы)[2][3];
- женственность языка тела большинства курильщиц[источник не указан 1019 дней];
- восприятие курения как факт нарушения табу, как символ независимости;
- восприятие образа курильщицы как смелой, импульсивной, раскрепощённой личности;
- связь курения сигар с образом достаточно богатого человека;
- садомазохизм: удовольствие от осознания преднамеренного причинения вреда курильщицы своему здоровью;
- факторы психосексуального развития, связывающие курение c оральной и фаллической фазами развития личности по Фрейду.

## Диагностика
Критериями наличия курительного фетиша могут быть следующие симптомы:
- сексуальный интерес, проявляемый к наблюдению за курением других людей;
- повторяющиеся интенсивные сексуальные фантазии с участием курящих;
- повторяющиеся интенсивные сексуальные желания по отношению к курящим[4].

Как таковой, курительный фетиш не является болезнью, скорее относясь к необычным сексуальным практикам. Большинство курительных фетишистов, если фетиш не мешает их нормальной жизни, не ищут какого-либо лечения, находя приемлемые способы для удовлетворения.

## Курительный фетиш в США и Западной Европе
Желая увеличить прибыль, табачные компании США, начиная с 20-х годов XX столетия нацеливают свои рекламные акции на женскую аудиторию. Женщины повсеместно начинают курить в кино. Так, образы таких именитых кинодив, как Одри Хепбёрн, Мерилин Монро, Сары Джессики Паркер, Шерон Стоун и многих других, непременно сопровождала сигарета.
Появляются женские сигареты, такие как Virginia Slims и Kool с агрессивными рекламными лозунгами «Ты прошла долгий путь, детка!» и «Леди, будь клёвой» соответственно. Женское курение откровенно сексуализируется в индустрии моды. Так, показ известных модельеров Dolce & Gabbana коллекции «зима/лето 2005», сопровождался курением моделей прямо на подиуме, а курящие модели часто встречались на страницах модного журнала Vogue.
С начала 2000-х годов в США и странах Западной Европы начинается активная кампания по борьбе с курением, которая быстро табуировала публичное потребление табака. Это подтолкнуло западных фотографов и продюсеров к созданию специальных сайтов, где за небольшую плату можно приобрести видеозаписи и фотографии с курящими моделями. Наиболее известным продюсером стал создатель сайта RandomSnaps австралийский фотохудожник Tony Palliser. Существует несколько форумов, насчитывающих более 50 000 членов по всему миру, где курительные фетишисты общаются и делятся материалами.

## Известные люди о курительном фетише
Известный российский артист Михаил Боярский в одном из интервью признался, что неравнодушен к курящим девушкам: «Женщины пикантны и хороши, когда они держат тонкую сигарету с длинным мундштуком. Но если они это делают редко и вовремя».
Музыкант Питер Стил: «В плане сексуальности, мне нравится смотреть, как женщина курит. Это очень чувственное зрелище. Если я собираюсь поцеловать курящую женщину, во-первых, вероятно потому что она мне нравится, а сам акт курения, просто ещё больше прельщает меня. Даже несмотря на то, что мне не нравится вкус, я могу перетерпеть».